# Neotheronia roraria
Neotheronia roraria är en stekelart som beskrevs av Krieger 1905. Neotheronia roraria ingår i släktet Neotheronia och familjen brokparasitsteklar. Inga underarter finns listade i Catalogue of Life.